# 3-ヘキサノール
3-ヘキサノール(3-hexanol)は、有機化合物の一つ。エチルプロピルカルビノール(ethyl propyl carbinol)とも呼ばれる。パイナップルなどの植物で天然に生成し、食品添加物として利用されている。消防法による第4類危険物 第2石油類に該当する。

## 合成法
3-ヘキシンなどの不飽和ヘキサン化合物のヒドロホウ素化で合成する。